# David Marcus
David Daniel „Mickey” Marcus (în ebraică :דוד מרכוס) (n. 22 februarie 1902 Manhattan, New York – d. 10 iunie 1948, Abu Ghosh, Israel) a fost un militar și jurist evreu-american, colonel în armata S.U.A., și ulterior, primul general al armatei israeliene. Marcus a fost absolvent al Academiei Militare West Point (promoția 1924), avocat, procuror federal în New York, director al închisorilor din New York (1940), a participat la Al doilea război mondial ca ofițer executiv al guvernatorului militar din Hawaii (1942), a fost comandantul Școlii de comando marin US Rangers (1943), apoi membru al guvernamântului militar de ocupație din Berlin (1945).
La rugămintea viitorului prim-ministru David Ben Gurion s-a alăturat principalei forțe combatante evreiești, Hagana, în ajunul eliberării Israelului de sub mandat britanic, în cadrul unității Mahal „Voluntari din străinătate” (ebraică : Mitnadvei Hutz LaAretz) . 
În războiul arabo-israelian din 1948 (Războiul de Independență a Israelului) a fost numit comandantul Comandamentului de Centru și al Frontului de la Ierusalim (1948) devenind primul general (ebraică :aluf) al statului Israel.
A căzut la vârsta de 46 de ani dintr-o eroare, împușcat de un soldat de sub comanda sa care l-a confundat cu un infiltrant arab.

## Tinerețea
David Daniel Marcus s-a născut la data de 22 februarie 1902 ca cel de-al cincilea copil al lui Mordechai și al Leei Marcus (născută Godstein), originari din orașul Iași (România). Părinții săi emigraseră la sfârșitul secolului al XIX-lea în Statele Unite ca urmare a manifestărilor antisemite din România.
Născut pe Hester Street, în zona Lower East Side a Manhattanului, Marcus s-a remarcat ca un tânăr inteligent și atletic, obișnuit cu viața dură de cartier de la începutul secolului trecut. A absolvit Liceul de Băieți din Brooklyn și apoi a fost admis în anul 1920 la Academia Militară West Point, pe care a absolvito în promoția 1924 cu gradul de sublocotenent. După satisfacerea stagiului militar, el a studiat dreptul la Brooklyn Law School și a devenit procuror ca apoi, în anii '30, să fie numit procuror fedral în orașul New York, sub conducerea procurorului șef Thomas Dewey, care s-a făcut celebru pentru urmărirea și punerea sub acuzare a gangsterilor și a capilor mafiei, inclusiv faimosului Charles "Lucky" Luciano.
În anul 1940, primarul orașului New York, Fiorello Henry LaGuardia, l-a numit pe David Marcus director al închisorilor orășenești.
A fost căsătorit cu Emma Marcus.

## Al doilea război mondial
Convins de iminența unui război în Europa, Marcus s-a reîncadrat în armată și după Atacul de la Pearl Harbor (1941), a fost numit ofițer executiv al guvernatorului militar din Hawaii (1942). În anul 1943 a fost înaintat la gradul de colonel și numit comandant al noii școli de pregătire a pușcașilor marini americani unde a aprofundat subiectul noilor tactici de luptă din junglă. În anul 1944 este ofițer de stat major în Marea Britanie și participă la pregătirea Bătăliei pentru Normandia (Operațiunea Overlord). În ziua atacului, Ziua-Z (în engleză "D-Day") el s-a oferit ca voluntar pentru a fi parașutat în Normandia cu Divizia 101 Aeropurtată, în avangarda celorlalte trupe.
Datorită experienței sale juridice de procuror federal, Marcus a contribuit la negocierea  capitulării Italiei și Germaniei, devenind după 1945, membru al guvernământului militar de ocupație din Berlin. În această calitate, Marcus a fost însărcinat cu planificarea distribuirii  alimentelor și a mărfurilor de primă necesitate în teritoriile ocupate de către aliați, inclusiv asigurarea alimentației pentru foștii deținuți din lagărele de concentrare. Cu supraviețuitorii Holocaustului a putut comunica în idiș, limba sa maternă.
Numit șef al „Diviziei Crimelor de Război”, a planificat procedurile juridice, administrative și logistice la Procesele de la Nürnberg.
A fost medaliat de mai multe ori.

## Cariera militară israeliană
Trecut în rezervă în anul 1947, Marcus revine la viața civilă și la biroul de avocat. Câteva luni mai târziu, la 29 noiembrie este publicată rezoluția ONU cu privire la încetarea mandatului britanic în Palestina și împărțirea ei în două state, unul arab și altul evreiesc. Această rezoluție a ONU a fost respinsă în unanimitate de către țările arabe, fapt care a declanșat războiul arabo-israelian din 1948 (Războiul de Independență a Israelului).

### Sfârșitul mandatului britanic înPalestina
În anul 1947, anul de dinaintea proclamării statului Israel, posibilitatea unui război cu statele arabe devenea din ce în ce mai plauzibilă, iar Agenția Evreiască, guvernul neoficial al evreilor din Palestina, s-a lansat într-o campanie de achiziție de arme și de recrutări de soldați. David Ben Gurion, care va deveni primul primul-ministru al Israelului, a apelat la Marcus pentru a-i găsi un ofițer superior american care să organizeze și eventual, să conducă noua armată evreiască aflată în pregătire.
Deoarece Marcus nu a găsit pe nimeni corespunzător, a decis să preia această sarcină și, ca  rezervist, a cerut aprobarea Pentagonului de a acționa ca voluntar într-o țară străină. În 1948 Departamentul Apărării din SUA i-a acordat aprobarea, cu condiția de a o face incognito, pentru a nu leza alianța cu britanicii. În luna ianuarie a anului 1948, colonelul Marcus a aterizat la Tel-Aviv sub numele de Michael Stone.
Situația militară a evreilor era dificilă, lipsiți de artilerie, aviație, tancuri și chiar arme și muniții pentru infanterie, în urma embargoului britanic de armament asupra „palestinienilor”, act de ambiguitate specific britanică, considerând că armatele arabe din jurul Palestinei erau sau fuseseră înarmate, instruite și chiar conduse de britanici. 
Cu toată victoria asupra Puterilor Axei, Marea Britanie a ieșit din război un imperiu colonial în stare de destrămare și falimentar economic, situație pe care guvernul laburist al lui Clement Attlee refuza să o admită. Dominantul și controversatul său ministru de externe Ernest Bevin a continuat politica colonialistă tradițională britanică: divide et impera. Vechile și sângeroasele conflicte Indo-Pakistanez și Arabo-Israelian sunt rezultatele directe ale acestei politici. Britanicii interziseseră evreilor din Palestina importul și posesia de arme. Părăsind Palestina, ei și-au lăsat  armamentul greu, blindatele și artileria în Egipt, Irak și Transiordania care a devenit ulterior Iordania. Francezii au părăsit în Liban și Siria armamentul greu. Nu exista suficient personal cu pregătire și experiență militară, chiar dacă a existat câte o brigadă evreiască în cadrul trupelor britanice în ambele războaie mondiale.
În afară de britanicii care controlau zona, evreii se mai luptau și cu milițiile arabe care se opuneau constituirii statului Israel. Sosit în Palestina, Marcus a înființat un centru de comandă și control, adaptând experiența sa de război de la Școala de pregătire a pușcașilor marini necesităților speciale ale Armatei Israeliene. În acea perioadă, a scris și un manual de antrenament pentru soldații evrei.
De asemenea, el a identificat punctele slabe ale apărării Israelului în kibuțurile din deșertul Negev (aflat la sud) și în Ierusalim, ocupat de către Legiunea arabă transiordaniană echipată de către Marea Britanie și comandată de generalul-locotenent britanic John Bagot Glubb, alias Glubb Pașa. La data de 14 mai 1948, Israelul și-a proclamant independența, fiind invadat de către armatele a cinci state arabe. Marcus a reușit să oprească înaintarea armatei egiptene în deșertul Negev.
Cu numirea de comandant al Frontului de la Ierusalim, Marcus a primit din partea lui David Ben Gurion, gradul de Aluf general-maior (echivalentul gradului american de general cu 2 stele). Cum nici un grad nu fusese acordat comandanților Armatei Israeliene până la acel moment, el a devenit primul general din armata israeliană modernă.
Generalul Marcus a comandat operațiile destinate spargerii asediului Legiunii arabe (anglo-transiordaniană) asupra Ierusalimului (Asediul Ierusalimului) care dusese la înfometarea și aproape totala privare de apă a populației evreiești din orașul asediat. Drumul principal de intrare în Ierusalim era păzit de către fortul postului de poliție de la Latrun preluat de câtre transiordanieni de la britanici când aceștia au părăsit Palestina.
Pentru a sparge blocada militară arabă, Marcus a ordonat construcția unui drum ocolitor și greu accesibil prin munții Ierusalimului, sub numele de cod „Drumul Burma" (denumit după drumul omonim construit de 200.000 muncitori chinezi în perioada celui de-Al doilea război chino-japonez din perioada 1937-1945 și folosit de către aliați pentru transporturi strategice din Burma în China în timpul celui de-al doilea război mondial). Transporturile de alimente, apă, soldați și echipaj militar suplimentar au dus la spargerea asediul arabilor, cu doar câteva zile înainte ca acordul de încetare a focului negociat anterior cu Națiunile Unite să înceteze la 9 iunie 1948 . Ca urmare a bătăliei de la Latrun s-a permis trecerea camioanelor și eliberarea cartierelor evreiești din Ierusalim, cu excepția cartierului central „Orașul Vechi”.
Printre numeroșii voluntari din străinătate care au venit să apere noul stat Israel a fost și canadianul Ben Dunkelman, care a comandat Brigada a VII-a blindată.

## Decesul

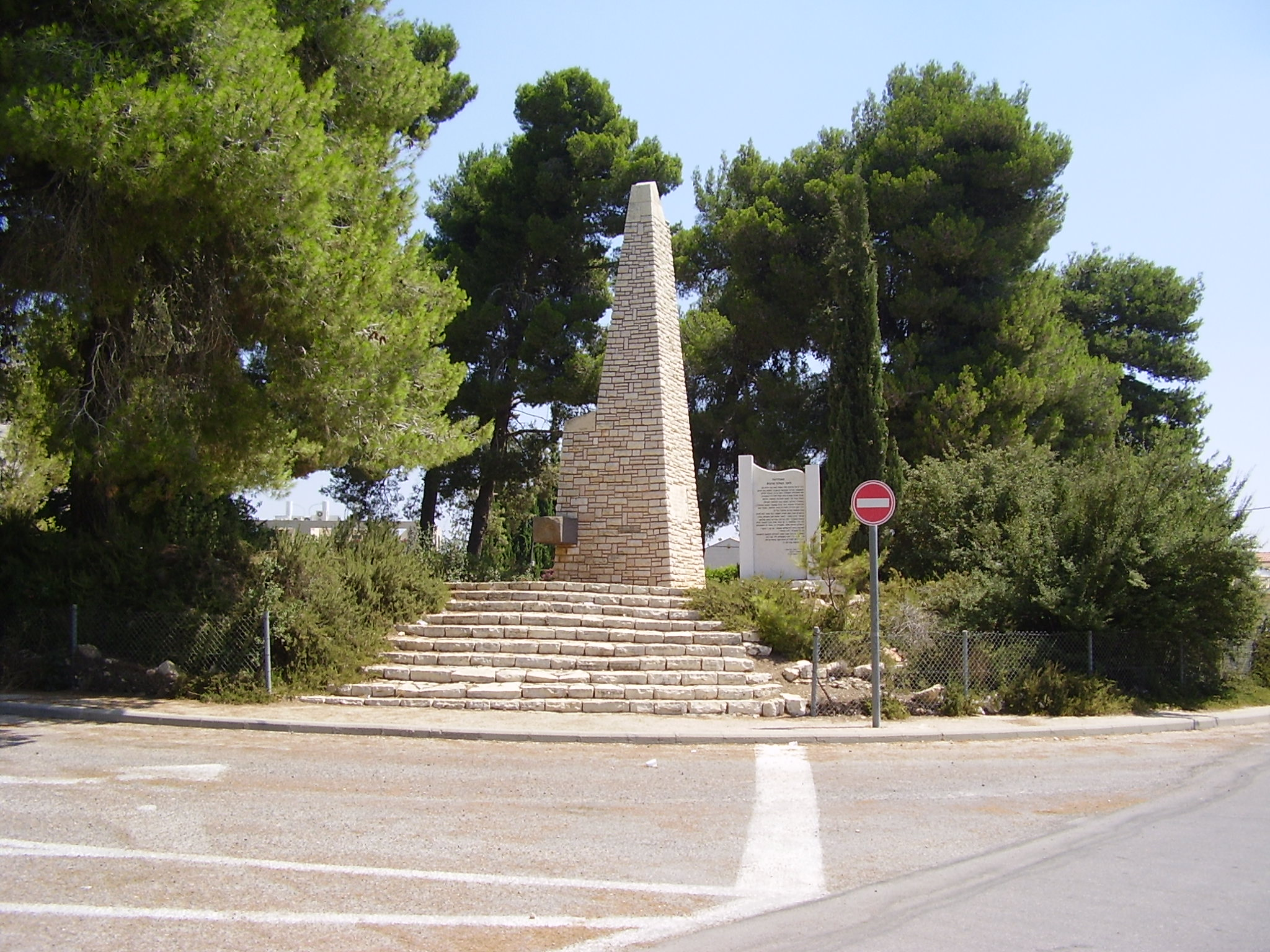
Memorialul David Marcus de la Abu Ghosh

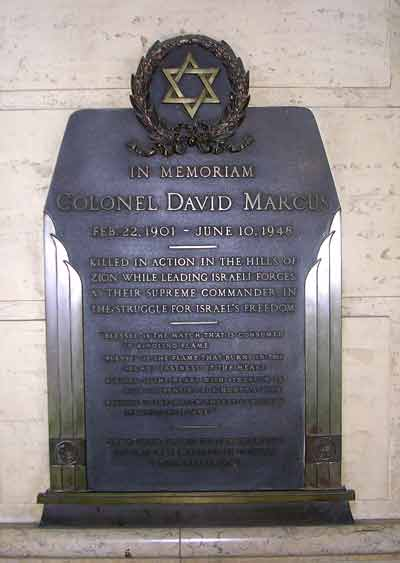
Placa memorială a generalului David Marcus în sinagoga „Union Temple” din Brooklyn

Moartea lui David Marcus a fost accidentală. El vorbea fluent limbile engleză și idiș, în dialectul newyorkez și avea și anumite cunoștințe în limba ebraică, insuficiente pentru a se face înțeles.
La 10 iunie 1948, cu câteva ore înainte de încetarea oficială al ostilităților, Marcus a ieșit învelit într-un cearșaf, în noaptea rece din munții Ierusalimului, să se plimbe în afara perimetrului de siguranță pe care el însuși îl stabilise. Reîntorcându-se în tabăra militară de lângă satul Abu Ghosh, din apropiere de Ierusalim, unul dintre soldații săi, Linski, nu l-a recunoscut și din cauza cearșafului alb l-a confundat cu un arab infiltrat. În noaptea anterioară, arabi infiltrați au provocat câteva victime așa că paznicul tensionat i-a cerut parola. Răspunsul în engleză și idiș nu l-a împiedicat pe proaspătul recrut, care nu cunoștea aceste limbi, să-și doboare generalul cu unicul glonte tras de acel soldat în război..
Ben-Gurion l-a numit pe juristul civil Yaakov Shimshon Shapira - devenit ulterior „jurist-consultant guvernamental”, funcție apolitică și suprapusă procurorului general - pentru a ancheta acest accident suspect. Concluzia anchetei a fost că soldatul Linski a reacționat corect în situația respectivă..
Într-o scrisoare trimisă văduvei lui David Marcus, Ema, la New York, primul ministru al Israelului, David Ben Gurion, a menționat că “Marcus a fost cel mai bun om pe care l-am avut”..
Condus de prieteni, rude, ofițeri superiori și personalități americani, de adjunctul său, Alex Broida, de generalul Moshe Dayan și de soția sa, Ruth Dayan ș.a., 
generalul Marcus a fost înmormântat în Statele Unite, în cimitirul Academiei Militare de la West Point, singurul ofițer american înmormântat în acest cimitir care a murit luptând sub steagul altei țări. Pe piatra sa funerară scrie: “Colonel David Marcus - un soldat pentru întreaga umanitate”. La 10 mai 1951 Ben-Gurion, primul prim-ministru al Israelului, însoțit de Emma Marcus, a depus o coroană pe mormântul eroului.

## Onoruri
- Steaua de Bronz (engleză : Bronze Star - SUA);
- Crucea de Evidențiere în Serviciu (engleză : Distinguished Service Cross - SUA);
- Medalia de Laudă a Forțelor de Uscat (engleză : Army Commendation Medal - SUA);
- Ordinul Imperiului Britanic (engleză : Order of the British Empire (Military) - Regatul Unit).

## In memoriam
Anual, la mormântul său au loc manifestări comemorative, iar numele îi este purtat de un parc de joacă din Brooklyn, de o casă de odihnă pentru soldați din Haifa, „Beit David”, de un kibuț, Mishmar David, de cartierul Neve David din Tel Aviv și de multe alte instituții, parcuri și străzi.

## În media artistică
Viața generalului Marcus a fost ecranizată în anul 1966 de către regizorul Melville Shavelson, în filmul „Umbra unui uriaș” (engleză "Cast a Giant Shadow") cu Yul Brynner, Frank Sinatra, John Wayne și cu Kirk Douglas în rolul principal.